# Aeroporto de Araguatins
O Aeroporto de Araguatins (ICAO: SJGU) é um aeroporto brasileiro, localizado no município de Araguatins, Tocantins. Situado a 512 quilômetros da capital Palmas.